# علي بن ميمون الإدريسي
أبو الحسن علي بن ميمون بن أبي بكر الإدريسي المغربي المعروف أيضاً بالشيخ علي بن ميمون أو ابن ميمون المغربي، عالم مغربي وصوفي من بني هاشم ويُقال بأنه من أصل بربري، لكنه تظاهر بأنه من أصل علوي مما زاد من شهرته.

## سيرة شخصية

### النشأة
ولد بمنطقة غمارة (شمال المغرب) حوالي عام 1450، درس العلوم الإسلامية محليا ثم بفاس منذ عام 1471. شغل منصب القاضي في شفشاون لمدة عشر سنوات (890-900). ويقال إنه كان في شبابه أمير قبيلة بني رشيد في جبل غمارة، لكنه تخلى عن هذا المنصب لأنه لم يتمكن من فرض تحريم شرب الخمر بين قومه.

### الحياة الدينية
وفي سنة 901هـ/1495-1496م غادر فاس، فزار دمشق ومكة وحلب وبورصة، واستقر أخيراً في دمشق حيث توفي سنة 917هـ/1511م.

## يعمل
كان تصوفه ذا طابع معتدل. وكان من مؤلفاته كتاب في غربة الإسلام في مصر والشام وما والاهما من بلاد الروم والأعجام، فقد هاجم التجاوزات الدينية والاجتماعية التي لاحظها في المشرق. وقد كتب هذا العمل في سن متقدمة (بدأ في 19 محرم 916).